# Lotus delortii
Lotus delortii là một loài thực vật có hoa trong họ Đậu. Loài này được F.W.Schultz miêu tả khoa học đầu tiên.